# Schouten-Insel
Die Schouten-Insel ist eine kleine unbewohnte Insel südlich der Freycinet-Halbinsel, die sich im Nordosten des australischen Bundesstaats Tasmanien befindet. Schouten ist Teil des Freycinet-Nationalparks seit dessen Gründung.
Den höchsten Punkt der Insel bildet Mount Storey mit 371 m über dem Meer. Der Küstenverlauf ist durch felsige Kliffs und geschützte Buchten geprägt. Darüber hinaus befindet sich auf der Insel ein Leuchtturm.

## Geschichte
Gefundene Küchenabfälle auf Schouten weisen darauf hin, dass die Insel bereits vor Ankunft der ersten Europäer bewohnt war. 1642 wurde die Insel von Abel Tasman entdeckt und nach Joost Schouten, einem Kaufmann und Diplomaten der Niederländischen Ostindien-Kompanie, benannt.
1802 landete eine französische Expedition unter der Führung von Nicolas Baudin auf der Insel. Nach der Entdeckung von Kohlevorkommen durch den Robbenjäger John Stacey im Jahre 1809 begann der Abbau von Kohle und Zinn auf der Insel. Planungen, die darauf abzielten, durch die Kohleförderung mehr Arbeitskräfte auf die Insel zu locken, wurden nie verwirklicht und der Kohleabbau schließlich 1925 eingestellt. Von 1850 bis 1969 wurde auf der Insel Schafbeweidung betrieben.